# 小川幹彦
小川 幹彦（おがわ みきひこ、1946年 - ）は日本のアナウンサー。   
仙台放送で10年間活動後、フリーアナウンサーとして活躍。日本ダービーや西武ライオンズ戦などを実況。
現在は後身の育成にも携わる傍ら、社会運動家としての顔も持ち、流山市長の井崎義治と共に市民運動を展開した。

## 出演していた番組
- ボートレース江戸川（千葉テレビ）
- 平和島競艇・多摩川競艇中継（テレビ神奈川）

## 著書
- 「話す技術」が身につく本（1998年、日本能率協会マネジメントセンター）ISBN 978-4820713289